# لی جین-آه
لی جین-آه (به انگلیسی: Lee Jin-ah)(زاده ۱۶ مارس ۱۹۹۱) خواننده، ترانه سرا کره‌ای است.